# Quando Einstein ci mette lo zampino
Quando Einstein ci mette lo zampino (The Poof Point) è un film per la televisione, trasmesso il 14 settembre 2001 su Disney Channel, e tratto dal romanzo per bambini The Poof Point di Ellen Weiss e M. Friedman. Gli attori protagonisti, Mark Curry e Dawnn Lewis, tornano a lavorare insieme in questo film dopo la fortunata serie televisiva Mr. Cooper.

## Trama
Norton e Marigold, due scienziati, inventano una macchina per andare indietro nel tempo. Durante uno dei test di collaudo, i due provano la macchina su due pesci rossi, ma questi non tornano indietro nel tempo e la macchina sembra quindi non funzionare. In realtà, prima del test il loro cane Einstein ha inavvertitamente rimosso il modulatore vettoriale dalla macchina rendendola un macchinario regredisci-età. Per un errore del sistema di controllo, i genitori si rendono involontariamente cavie dell'esperimento e cominciano a regredire fino a diventare bambini. Tocca quindi ai loro due figli Eddie e Marie Curie aggiustare la macchina e riportare i genitori alla loro età adulta.

## Cast
- Tahj Mowry - Edison Newton "Eddie" Ballard
- Raquel Lee - Marie Curie Ballard
- Mark Curry - Norton Ballard
- Dawnn Lewis - Marigold Ballard
- Jan Felt - Corky
- Haley McCormick - Lizzie
- Karl Wilson - Signor. Paul
- Ryan Seaman - Chitarrista della band del film